# The Last of My Solid Gold Watches
The Last of My Solid Gold Watches (deutsch: Meine letzte goldene Uhr) ist ein Einakter von Tennessee Williams. Er wurde 1946 in dem Band 27 Wagons Full of Cotton and Other Plays veröffentlicht und 1948 im Laboratory Theater in Los Angeles uraufgeführt. Williams widmete das Stück dem Schauspieler Sydney Greenstreet, an den er bei der Gestaltung der Hauptfigur dachte.

## Handlung
Der 78-jährige Charlie Colton, der als Handelsvertreter einer Schuhfirma von Stadt zu Stadt reist, kommt in einem Hotelzimmer irgendwo im Mississippi-Delta an. Er ist seit Jahrzehnten in dieser Gegend unterwegs und hat sich früher oft in diesem Zimmer abends mit Kollegen zum Pokerspiel getroffen. Er schickt den (ebenfalls alten) schwarzen Kofferträger nach unten, um den 35-jährigen Harper, einen Berufskollegen von Colton, nach oben zu bitten. Gegenüber Harper beklagt Colton, wie sehr die Zeiten sich geändert haben: Einige seiner Kollegen und Stammkunden sind gestorben, die Stadt verfällt, und beim Schuhkauf achten die Leute nicht mehr auf Qualität, sondern nur noch auf das Aussehen. Colton präsentiert Harper ein paar Modelle, die er in großen Koffern mitgebracht hat. Harper hört zunächst zu, ist aber immer desinteressierter und fängt schließlich an, in einem Comicheft zu lesen. Colton empfindet dies als respektlos und klagt über den Sittenverfall unter jüngeren Menschen. Harper tut dies als Gerede eines alten Mannes ab, worauf Colton ihn aus dem Zimmer weist. Der Kofferträger erscheint wieder und stimmt Coltons wehmütiger Erinnerung an bessere Zeiten zu: The graveyard is crowded with folks we knew, Mistuh Charlie. It's mighty late in the day. (Der Friedhof ist gefüllt mit Leuten, die wir kannten, Mister Charlie. Es ist sehr spät am Abend.) Colton öffnet die Jalousie und stellt fest, dass es schon nicht mehr später Abend, sondern (im wörtlichen wie im übertragenen Sinn) Nacht ist.
Der Titel des Stücks bezieht sich darauf, dass Colton mehrere goldene Taschenuhren bei sich trägt, die er von seiner Firma als Auszeichnungen für seine Verkaufserfolge geschenkt bekam. Er ist sich bewusst, dass seine Karriere sich dem Ende nähert und er wohl keine weitere Uhr bekommen wird.

## Historischer und autobiografischer Kontext
Die wirtschaftlichen und sozialen Veränderungen, die Colton beklagt, sind im Zusammenhang der Weltwirtschaftskrise und des New Deal zu sehen. Coltons sagt, er gehöre nicht zu denen, die behaupten, ein Kommunist säße jetzt im Weißen Haus. Diese Aussage spielt auf die Kritik an Franklin D. Roosevelts Sozialpolitik an.
Auch Williams’ Vater arbeitete als reisender Schuhverkäufer; Williams selbst musste nach Abbruch seines Studiums in einer Schuhfabrik arbeiten.

## Verfilmungen
Zusammen mt zwei weiteren Williams-Stücken wurde The Last of My Solid Gold Watches von Sidney Lumet inszeniert, aufgezeichnet und am 16. April 1958 im Fernsehen ausgestrahlt. 2010 wurde diese Aufzeichnung als Bonusmaterial auf der DVD von Lumets Film Der Mann in der Schlangenhaut, ebenfalls die Adaption eines Williams-Stücks, veröffentlicht.
1961 gab es eine deutschsprachige Verfilmung unter dem Titel Die letzte meiner acht goldenen Uhren unter der Regie von Ludwig Cremer.